# Papa, én nő vagyok!
A Papa, én nő vagyok! (eredeti cím: She's Out of Control) 1989-ben bemutatott amerikai filmvígjáték Stan Dragoti rendezésében. A film zenéjét Alan Silvestri komponálta, a főbb szerepekben Tony Danza, Ami Dolenz és Catherine Hicks látható.

## Cselekmény
Doug Simpson özvegyember, rádiós producerként Kaliforniában dolgozik. Két lánya van, Katie és Bonnie.
Az idősebb Katie Simpson gyönyörű kamaszlány, aki hirtelen ráébred, hogy vonzó nővé érett. Hamarosan ő és a környezete is megtapasztalja, hogy a fiúk is kiemelten érdeklődnek iránta. Apja üzleti útjáról hazatérve megdöbbenve látja, hogy kislánya mennyire megváltozott. A férfi kétségbeesett kísérletekbe kezd, hogy lányát megóvja a neki udvarló férfiak sokaságától. Az apa egyre veszélyesebb helyzetekbe keveredik, pszichológustól kér tanácsot, sőt börtönbe is kerül. A kalandsorozat végére rájön, hogy egy, a felnőtt életet felfedezni kezdő kamaszlány megállítása nem egyszerű feladat.

## Szereplők
| Szerep         | Színész            | Magyar hangja (1. szinkron, 1990) |
| -------------- | ------------------ | --------------------------------- |
| Doug Simpson   | Tony Danza         | Kern András                       |
| Katie Simpson  | Ami Dolenz         | Kökényessy Ági                    |
| Bonnie Simpson | Laura Mooney       | Somlai Edina                      |
| Janet Pearson  | Catherine Hicks    | Bencze Ilona                      |
| Dr. Fishbinder | Wallace Shawn      | Márton András                     |
| Jeff Robbins   | Derek McGrath      | Verebély Iván                     |
| Richard        | Lance Wilson-White | Lippai László                     |
| Joey           | Dana Ashbrook      | Görög László                      |
| Timothy        | Matthew Perry      | Kautzky Armand                    |
| Chuck Pearson  | Dick O’Neill       | Szabó Ottó                        |
| Strandfiú      | Dustin Diamond     | N/A                               |
| Nigel          | Oliver Muirhead    | N/A                               |

## Filmzene
A filmzene 1989 áprilisában került a boltokba.
1. Troy Hinton – "Where's the Fire"
2. Brenda K. Starr – "You Should Be Loving Me"
3. Phil Thornalley – "Concentration"
4. Boys Club – "The Loneliest Heart"
5. Harold Faltermeyer – "Hunger of Love"
6. Jim Ladd – "KHEY-FM Radio Sweeper"
7. Oingo Boingo – "Winning Side"
8. Brian Wilson – "Daddy's Little Girl"
9. Frankie Avalon – "Venus"
10. The Kinks – "You Really Got Me"
11. Jetboy – "Feel the Shake"